# Фольке Сундквіст
Фольке Сундквіст (швед. Folke Sundquist; 4 листопада 1925 — 13 січня 2009) — шведський кіноактор. Знявся в 21 фільмі між 1951 і 1968 роками. Знявся в 1951 році у фільмі «Вона танцювала лише одне літо» (1951), який отримав «Золотого ведмедя» на Берлінському міжнародному кінофестивалі, і зіграв другорядну роль одного з автостопщиків у фільмі Інґмара Бергмана «Сунична галявина» (1957).

## Вибрана фільмографія
- 1968 — Вартмімен, або Година вовка